# Гжегожув (Яворський повіт)
Гжегожув (пол. Grzegorzów) — село в Польщі, у гміні Мсцивоюв Яворського повіту Нижньосілезького воєводства.
Населення — 112 осіб (2011).
У 1975-1998 роках село належало до Легницького воєводства.

## Демографія
Демографічна структура станом на 31 березня 2011 року:
|          | Загалом | Допрацездатний вік | Працездатний вік | Постпрацездатний вік |
| -------- | ------- | ------------------ | ---------------- | -------------------- |
| Чоловіки | 54      | 13                 | 37               | 4                    |
| Жінки    | 58      | 13                 | 37               | 8                    |
| Разом    | 112     | 26                 | 74               | 12                   |